# Casale Tor Sant'Antonio
Il Casale Tor Sant'Antonio o semplicemente Tor Sant'Antonio o Casale Sant'Antonio è sito a Tor Lupara frazione del comune di Fonte Nuova (Roma).
È posto a 400 metri sulla destra del chilometro 17 di Via Nomentana.

## Storia
Innocenzo IV cita il casale in una bolla del 1244 come castrum Poteranum come proprietà della chiesa di San Lorenzo Fuori le Mura. In seguito fu dei Porcari e dei Saccoccia. A quest'ultima famiglia appartenne fino al XVI secolo. Durante il loro possedimento il nome del casale mutò in Casale Saccoccia. Nel 1611 fu di Michele Peretti che, nel 1616 cedette il casale ai Borghese i quali vendettero immediatamente il casale agli abati di Sant'Antonio in cambio della Tenuta di Pantano. Durante il possedimento degli abati il casale mutò il nome nella forma attuale. Dopo la soppressione dell'ordine ecclesiastico la proprietà dello stabile divenne proprietà dell'Accademia Ecclesiastica. Nel 1798 venne acquistato da Giacomo Acquaroni mentre agli inizi del Novecento fu degli eredi Sartori.

## Descrizione
La costruzione è formata da un recinto di selce, tufelli e mattoni con contrafforti esterni di cui oggi manca il lato sud. Al centro vi è una torre quadrata con tufelli del XIII secolo. Le finestre sono incorniciate da marmo. In alcune feritoie anticamente i difensori del casale scagliavano delle frecce. Secondo una cartina del Peperelli, nelle vicinanze, al chilometro 17 della Nomentana, vi era una torre detta Truglio, una struttura costruita sopra un sepolcro romano ma già scomparsa nella seconda metà del '600, in effetti, nelle successive cartine già non risulta menzionata. Il casale si trova su una strada che, anticamente, collegava le zone del fosso di Tor San Giovanni e Marco Simone.

## Siti archeologici adiacenti
- Sulla collina del casale è stato riportato alla luce del materiale riferibile all'età arcaica e all'età imperiale romana. Sulla scarpata a nord est, su notizie di Quilici e Quilici Gigli, sarebbe stata ritrovata una struttura in calcestruzzo, forse quelle citate da Coppi quando riferisce di avanzi e ruderi di antiche strutture di edifici e dal Martinori e dal Vicario che citano alcuni cunicoli sotterranei che partono dal castello. All'interno del casale vi sono stati trovati materiali oggi murati.[2]
- Il Truglio del chilometro 17 della Nomentana (già citato sopra). Recenti lavori della costruzione del marciapiede sulla Nomentanaa hanno portato alla luce e subito distrutto un blocco di travertino di forma pressoché circolare sormontato da frammenti di muratura rozza in tufo, selce e laterizi legati con calce. Mari narra della notizia del ritrovamento della torre come una tomba di un bambino. Peperelli, nel 1618, afferma che una struttura di nome Truglio era nella zona. Il Passigli asserisce che questo termine definiva una struttura a cupola. Eufrosino della Volpaia, in una piantina del 1547 raffigura un turlone che l'Ashby afferma di trattare di un sepolcro romano dalla pianta circolare depredato del rivestimento in marmo. Il Truglio, in una dichiarazione sui confini del Monte Gentile del 1640-1643: "...da Trullo che sta in mezzo ad essa (scil. Nomentana) vicino alla Tenuta detta la Saccoccia". I resti rinvenuti nei lavori di costruzione del marciapiede paiono appartenere al sepolcro.[3]
- Una villa romana. Risale all'epoca tardo repubblicana e imperiale. La villa occupava un'area che spazia ad entrambi i lati dell'attuale via che si dirama dalla Nomentana a circa 700 metri dalla Nomentana stessa. Nel giardino dell'adiacente ospedale geriatrico Nomentana Hospital sono conservati dei ruderi architettonici ed epigrafici.[4]